# Tecnología audiovisual
La tecnología audiovisual es el conjunto de herramientas que son usadas para transmitir la información. Dependiendo de la información que intentemos transmitir a la audiencia, hay diferentes aplicaciones que puede utilizar, como multimedia, hologramas, etc.
La tecnología audiovisual es de gran relevancia en la actualidad porque es el medio mediante el cual se transmite la mayor parte de la información y del ocio en desde los años 20. Esta tecnología cambia radicalmente las formas de comunicación y nuestro acceso a la información. La evolución que experimentan los medios de comunicación más tradicionales está en estricta relación con la aparición y la evolución de la tecnología audiovisual.
La tecnología se entiende como el “conjunto de los instrumentos y procedimientos industriales de un determinado sector o producto.”. La tecnología es un concepto amplio que abarca diferentes técnicas, disciplinas y evoluciones que sirven para la creación de objetos que satisfacen necesidades primarias o secundarias. Y el término audiovisual hace hincapié en los distintos tipos de dispositivos en los que forman parte tanto la audición como la visión humana.

## Recursos dentro de la Tecnología Audiovisual
Los Recursos en Tecnología Audiovisual son aquellas herramientas que facilitan la transmisión, almacenamiento, recopilación y procesamiento de información. Entre algunos de los recursos de la tecnología audiovisual encontramos los ordenadores, portátiles, los notebook, proyectores multimedia, las cámaras de fotografía y de vídeo y los televisores.

## Softwares comunes en Tecnologías Audiovisuales
Algunos de los softwares de los que más hacen uso las tecnologías audiovisuales son Adobe Photoshop, Adobe Illustrator, Adobe Premier, Windows Media Player, Microsoft Office Power Point y Microsoft Office Word.

## Tecnología e innovación
El sector de los medios audiovisuales se enfrenta a retos continuos, entre ellos la innovación exigida continuamente. Las imágenes y los sonidos, impulsados por la tecnología digital requiere constantemente nuevos, formatos y contenido.